# أكاربوز

أيكاربوس

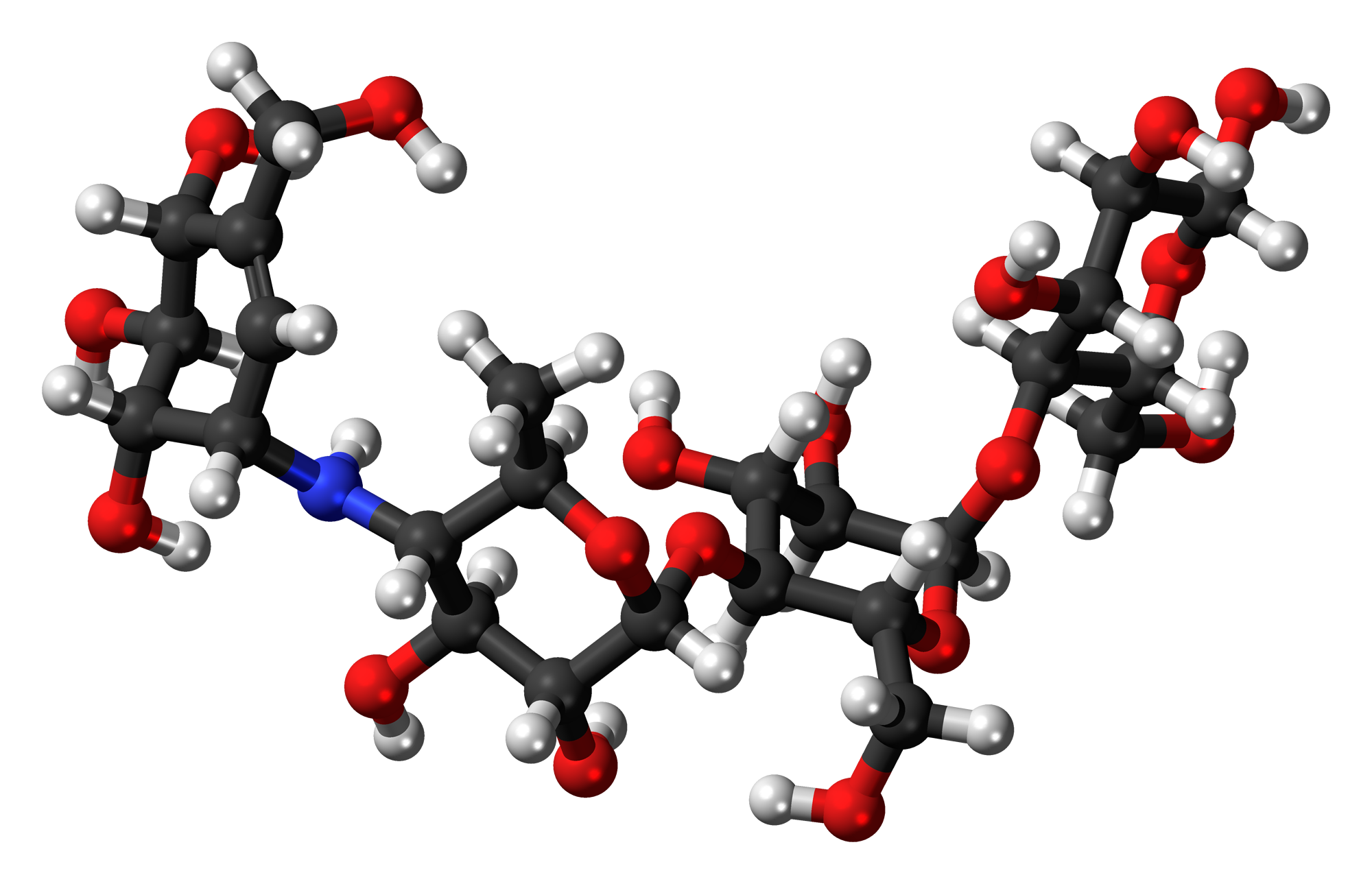

أيكاربوس، (بالإنجليزية: Acarbose)‏ عقار مستخدم (وحده أو مع نظام غذائي وأدوية أخرى) لعلاج داء السكري من النوع 2 وذلك عندما لا يتمكن الجسم من استخدام الإنسولين بصورة صحيحة، وعليه لا يمكنه التحكم في كمية السكر في الدم. أيكاربوس يعمل عن طريق إبطاء عمل بعض المواد الكيميائية التي تكسر الغذاء مطلقة الجلوكوز (السكر) إلى الدم. مما يؤدي إلى إبطاء هضم الأغذية وبالتالي منع مستوى السكر من الارتفاع إلى درجات عالية جداً في الدم بعد وجبات الطعام.
يتوافر الاكاربوز بأسماء تجارية:
في أوروبا والصين Glucobay (Bayer AG) ، في اميركا الشمالية Precose (Bayer Pharmaceuticals) ، في كندا Prandase (Bayer AG) .
يعتبر الاكاربوز من الأدوية الشائعة زهيدة الثمن في الصين ولكن محدود الاستعمال في الولايات المتحدة الأمريكية، ويمكن تفسير ذلك من خلال الآثار الجانبية للاكاربوز مثل النفخة والإسهال. وأقيمت دراسة حديثة تم من خلالها استنتاج أن الاكاربوز فعال وشمن على مجموعة من الآسيويين المصابين بالنوع الثاني من السكري ". ويمكن تفسير تضارب الآراء حول الاكاربوز بأنه يعمل بفعالية كبيرة لدى المرضى الذين يتناولون الأطعمة الآسيوية الغنية بالكربوهيدرات 

الاكاربوز يمنع تحطيم النشا من خلال تثبيط عمل الإنزيم alpha glucosidae المتواجد في الأمعاء الدقيقة الذي يقوم بإنتاج الجلوكوز من خلال تحطيم وهضم الكربوهيدرات المعقدة ويتكون هذا الإنزيم من جزيء اكارفزيون المتصل بجزيء مالتوز.

## آلية العمل
الاكاربوز يثبط إنزيم (glycoside hydrolases) اللازم لهضم الكربوهيدرات، خصوصا إنزيم alpha-glucosidase المتواجد في غشاء الأمعاء الدقيقة و alpha-amylase المتواجد في البنكرياس.
بينما يقوم alpha-amylase المتواجد في البنكرياس بهضم وتحليل النشا المعقد إلى عديدة السكر في تجويف الأمعاء الدقيقة، بينما يقوم alpha-glucosidases المتواجد في غشاء الأمعاء الدقيقة على هضم وتحليل الجزيئات عديدة السكر والسكريات الثنائية والثلاثية إلى السكريات الأحادية كسكر الجلوكوز وغيره من السكريات الأحادية في الأمعاء الدقيقة.
تثبيط هذه الإنزيمات يقلل معدل هضم الكربوهيدرات المعقدة وذلك يؤدي إلى امتصاص كمية قليلة من الجلوكوز ويرجع ذلك إلى إن الكربوهيدرات لم يتم هضمها وتحليلها إلى جزيئات الجلوكوز. ويكون تأثير الاكاربوز على المدى القصير في مريض السكري من خلال تقليل نسبة السكر في الدم بينما على المدى البعيد من خلال تقليل مستوىHbA1c. ويكون معدل انخفاض 0.7% أي ما يعادل انخفاض بمقدار 10% من قيم HbA1c الشاذة لدى مرضى السكري

## الجرعات
بما إن الاكاربوز يقوم بمنع هضم الكربوهيدرات المعقدة فيجب أخذ الاكاربوز في بداية الوجبات الرئيسية. (يؤخذ مع أول قضمة من الوجبة). كمية الكربوهيدرات المعقدة في الوجبة الغذائية سوف تحدد فعالية الاكاربوز في تقليل سكر الدم المرتفع بعد الوجبة.
يحتاج البالغين جرعة بمقدار 25 مغ 3 مرات يوميا ويمكن زيادتها إلى 100 مغ ثلاث مرات يوميا.

## التأثيرات الجانبية
بما إن الاكاربوز يقوم بمنع تحطيم الكربوهيدرات المعقدة إلى جزيئات الغلوكوز فإن بعض الكربوهيدرات سوف تتجمع في الأمعاء ثم يتم نقلها إلى القولون حيث يتم هضم الكربوهيدرات المنقولة من قبل البكتيريا المتواجدة في القولون مما يؤدي إلى حدوث الأعراض الجانبية في الجهاز الهضمي كالنفخة تحدث في (78%) من المرضى والإسهال في (14%) من المرضى. حيث تتفاوت شدة الأعراض الجانبية حسب مقدار الجرعة المستخدمة. بشكل عام يفضل البدء بجرعة قليلة ثم زيادة الجرعة تدريجيا حتى الوصول للجرعة المناسبة. وفي بعض الدراسات وجد إن الأعراض الجانبية في الجهاز الهضمي تقل بشكل واضح بنسبة (15-50%) خلال 24 أسبوع عند تناول الجرعات بشكل ثابت 
إذا عانى المريض الذي يتناول الاكاربوز من انخفاض مستوى السكر في الدم بشكل كبير فيجب عليه تناول الأطعمة المحتوية على السكريات الأحادية كأقراص السكر أو الجلمثل:
{glucoburst, instaglucose, glutose levelone} كما ويجب استدعاء الطبيب. ولأن الاكاربوز يقوم بإيقاف تحطيم قرص السكر والسكريات المعقدة فإن عصير الفواكه أو الأغذية الغنية بالنشأ لا تقوم برفع مستويات السكر في الدم بشكل كبير في المريض الذي يتناول الاكاربوز.
التهاب الكبد أيضاً سُجّل في عدد من مستخدمي هذا الدواء، لكنّه مؤقّت يتوقف عند توقف استخدام الدواء. لذلك يجبّ مراقبة نسب إنزيمات الكبد قبل وأثناء استخدام الدواء.